# Championnat de France de hockey sur glace 1997-1998
Saison précédente Saison suivante
La saison 1997-98 est la 77e saison du championnat de France de hockey sur glace. Cette saison, le plus haut niveau de championnat porte le nom d'Élite.

## Équipes engagées
Elles sont au nombre de 10 :
- Gothiques d'Amiens
- Ducs d'Angers
- Orques d'Anglet
- Dogues de Bordeaux
- Huskies de Chamonix
- Brûleurs de loups de Grenoble
- Lions de Lyon
- Flammes Bleues de Reims
- Dragons de Rouen
- Jets de Viry-Essonne

Brest, champion en titre, évolue en Division 3 cette saison. Les promus sont Anglet et Chamonix.

## Formule de la saison
| Amiens Angers Anglet Bordeaux Chamonix Grenoble Lyon Reims Rouen Viry |

La saison s'articule en trois parties : 1re phase, 2e phase et phases finales.
- 1re phase :

Une seule et unique poule où toutes les équipes se rencontrent sur un aller-retour.
- 2e phase :

Une seule et unique poule où toutes les équipes se rencontrent sur un aller-retour.
Le premier de la 1re phase débute la 2e phase avec 10 points, le second avec 9, le troisième avec 8, le quatrième avec 7, le cinquième avec 6, le sixième avec 5, le septième avec 4, le huitième avec 3, le neuvième avec 2 et le dixième avec 1.
- Les phases finales :

La 2e phase désigne 8 clubs qui s'affrontent lors des quarts de finale.
Le 1er du classement rencontre le 8e, le 2e rencontre le 7e, le 3e rencontre le 6e et le 4e rencontre le 5e lors des quarts de finale.
Ces rencontres sont appelées "séries".
En quart de finale, la série se joue au meilleur des 7 matchs, le club le mieux classé joue 4 matchs à domicile et par conséquent son adversaire n'en joue que 3 à domicile.
Le premier club rendu à 4 victoires gagne la série.
En demi-finale et finale, la série se joue au meilleur des 5 matchs, le club le mieux classé joue 3 matchs à domicile et par conséquent son adversaire n'en joue que 2 à domicile.
Le premier club rendu à 3 victoires gagne la série.

## Résultats
Classement final :
| Classement | Équipe   |
| ---------- | -------- |
| 1          | Grenoble |
| 2          | Amiens   |
| 3          | Lyon     |
| 4          | Rouen    |
| 5          | Reims    |
| 6          | Chamonix |
| 7          | Angers   |
| 8          | Bordeaux |
| 9          | Viry     |
| 10         | Anglet   |

## Bilan de la saison
Podium :
1er : Grenoble -  2e : Amiens  -  3e : Lyon
Grenoble gagne la quatrième coupe Magnus de son histoire.
- Trophée Charles-Ramsay décerné à Éric Pinard (Rouen).
- Trophée Albert-Hassler décerné à Cristobal Huet (Grenoble).
- Trophée Marcel-Claret décerné à Viry.
- Trophée Raymond-Dewas décerné à Robert Ouellet (Grenoble).
- Trophée Jean-Pierre-Graff décerné à Laurent Meunier (Lyon).
- Trophée Jean-Ferrand décerné à Cristobal Huet (Grenoble).

### Effectif champion
| Vainqueurs de la Ligue Élite Brûleurs de loups de Grenoble | Gardiens de but : Cristobal Huet, Arnaud Goetz, Stéphane Baills Défenseurs : Simon Bachelet, Jean-François Bonnard, Gérald Guennelon (C), Michael Kubicek, Nemo Nokkosmäki, Petri Pulkkinen, Martin Roh, Marc Savard Attaquants : Benjamin Agnel, Pierre Allard, Benoît Bachelet, Stéphane Barin, Xavier De Murcia, Tommie Hartogs, Rami Koivisto, Marius Konstantinidis, Mikko Lempiäinen, Robert Ouellet, Josef Podlaha, Nicolas Rey-Gaurez Entraîneur : Jaroslav Jagr |